# Cheongju
Cheongju (em Coreano: 청주시; 淸州市; Cheongju-si) ou Ch'ongju é uma cidade da Coreia do Sul, capital da província de Chungcheong do Norte (충청북도; 忠清北道; Chungcheongbuk-do). O nome Ch'ongju vem da anterior forma de transliteração (sistema de McCune-Reischauer): Ch'ŏngju-shi. A cidade tem uma área de 153,3 Km² e uma população de 846291 habitantes (2021). 

## História
O livro Jikji, considerado o primeiro livro impresso no mundo, foi impresso em Cheongju em 1377 (cerca de 80 anos antes da Bíblia de Gutenberg). Durante a guerra Imjin, Cheongju esteve ocupada pelo Japão, e foi recuperada por Jo Heon em 6 de setembro de 1592. É capital da província desde 1908, substituíndo a cidade de Chungju (충주시; 忠州市; Chungju-si). Durante o domínio japonês, entre 1905 e 1945, chamou-se Seishu.